# تاي كونكلين
تاي كونكلين (بالإنجليزية: Ty Conklin)‏ هو لاعب هوكي جليد أمريكي، ولد في 30 مارس 1976 في فينيكس في الولايات المتحدة.

## وصلات خارجية
- تاي كونكلين على موقع دوري الهوكي الوطني (الإنجليزية)
- تاي كونكلين على موقع قاعة مشاهير الهوكي (لاعب أن.إتش.أل) (الإنجليزية)
- تاي كونكلين على موقع EliteProspects.com (الإنجليزية)
- تاي كونكلين على موقع HockeyDB.com (الإنجليزية)
- تاي كونكلين على موقع Hockey-Reference.com (الإنجليزية)